# Angelo Maria Labia
Angelo Maria Labia, originariamente Anzolo (Venezia, 6 aprile 1709 – Venezia, 7 settembre 1775), è stato un poeta italiano, le cui composizioni poetiche sono state scritte in veneziano.

## Biografia

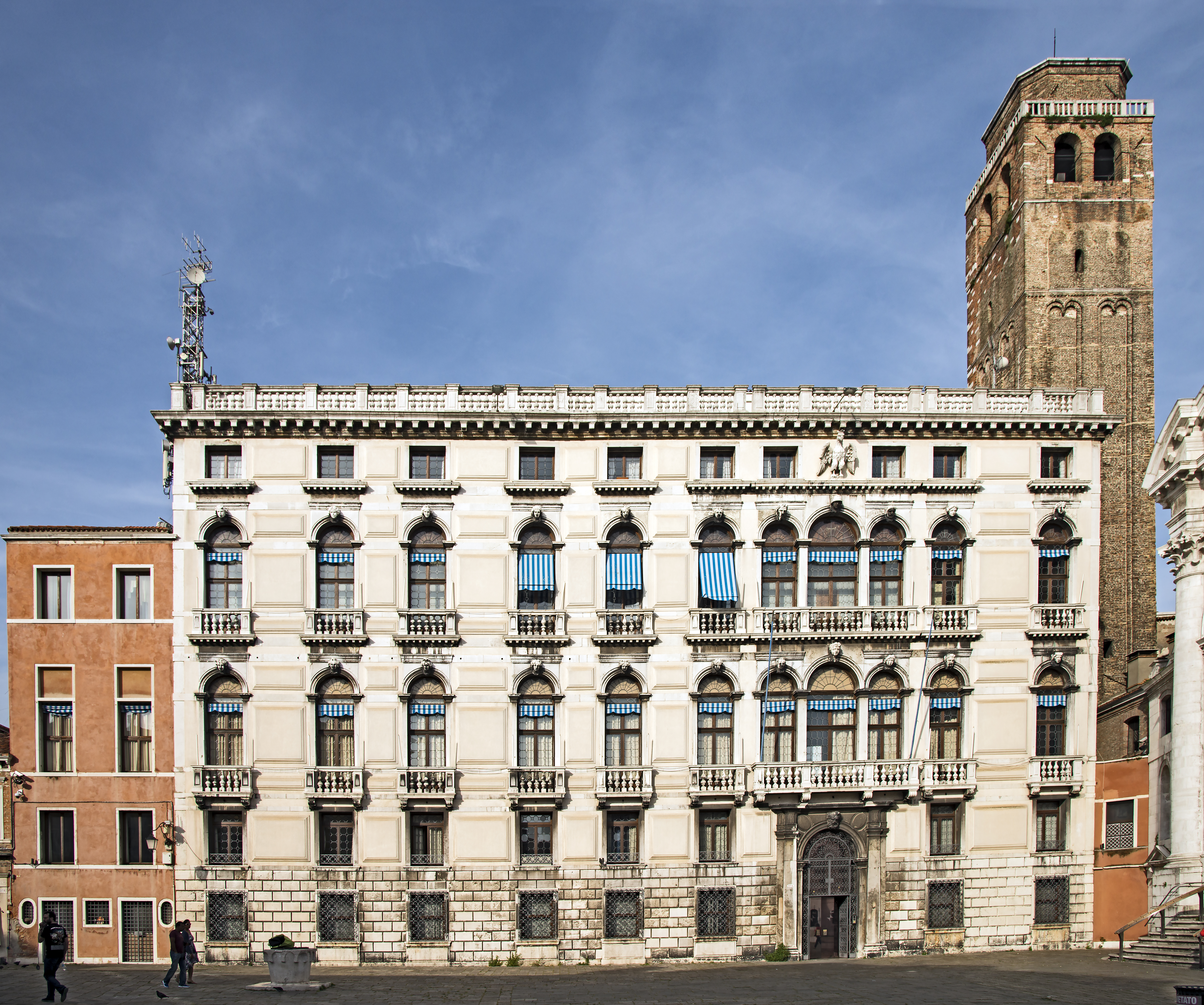
Palazzo Labia.

Appartenente a una eminente e ricca famiglia (i Labia) iscritta al Patriziato veneziano per aver contribuito con ingenti somme alla Guerra di Candia, figlio del senatore Giovanni Francesco Labia, evitò di interessarsi all'attività politica o economica, ritirandosi nel bellissimo palazzo di famiglia e dedicandosi alla letteratura e alla filosofia. Fu per svago anche impresario di un teatro di marionette in cui si recitavano suoi componimenti. Compose delle poesie satiriche in cui prese di mira la decadenza di Venezia. Le sue poesie dialettali pertanto, oltre che un'apprezzabile musicalità, hanno un importante valore documentario.

## Opere
- Poesie satiriche di Angelo Maria Labia. Venezia, al negozio di libri all'Apollo: dalla tipografia di Alvisopoli, 1817
- Angelo Maria Labia. La donna veneziana nel 700 in alcuni sonetti inediti del Labia, a cura di A. Pilot. Roma, Tipografia F. Centenari, 1912
- Angelo Maria Labia. Sonetti inediti del Labia per la chiusura del Ridotto, a cura di A. Pilot. Roma, Tipografia F. Centenari, 1912